# 田上正勝
田上 正勝（たがみ まさかつ、1964年3月9日 - ）は、株式会社プラネット代表。兵庫県豊岡市出身生。1988年関西大学 法学部卒。
大学卒業後、システムコンサルティング会社を経て、1993年に株式会社プラネット入社。システム管理部、営業推進部を経て、ネットワーク企画部で16年、企画開発業務に従事。
業際統一伝送フォーマット、業界イントラネット、商品データベース、バイヤーズネットなどの業界インフラシステムの企画・開発を担当。
2006年 執行役員、2008年 取締役、2010年 常務取締役、2012年より現職。